# داليا التوني
داليا التوني (6 أكتوبر 1991 - 5 أكتوبر 2017) ممثلة مصرية.

## عن حياتها
بدأت داليا التوني، حياتها الفنية منذ سنوات قليلة، حيث كانت بدايتها من خلال المشاركة في الجزء الثاني من مسلسل «الكبير أوي» عام 2011، لكن الدور الذي كان سببا في شهرتها كان من فيلم الألماني عام 2012.

## من أعمالها

### المسلسلات
- مسلسل «الكبير أوي الجزء الثاني»، مع الفنان أحمد مكي عام 2011م.
- مسلسل «العملية ميسي» عام 2014 مع الفنان عزت أبو عوف وصلاح عبد الله.
- مسلسل «دكتور أمراض نسا»، مع الفنان مصطفى شعبان عام 2014.
- مسلسل مولانا العاشق مع الفنان مصطفى شعبان عام 2015م.
- مسلسل ظرف أسود، مع الفنان عمرو يوسف والفنان صلاح عبد الله عام 2015م.

### الأفلام
- فيلم «فركش»، وكذلك فيلم «الألماني»، مع الفنان محمد رمضان عام 2012.
- فيلمي «غش الزوجية» عام 2012 وكذلك فيلم «يمين طلاق».

## وفاتها
توفيت داليا التوني في يوم الجمعة 5 أكتوبر 2017، إثر حادث سيارة أدى بمصرعها على طريق مصر السويس، أثناء عودتها من العين السخنة عن عمر يناهز 26 عاماً.

## روابط خارجية
- داليا التوني على موقع الدهليز
- داليا التوني على موقع قاعدة بيانات الأفلام العربية